# NGC 7243
NGC 7243 (również OCL 221) – gromada otwarta, znajdująca się w gwiazdozbiorze Jaszczurki, oddalona od Ziemi o około 2,6 tys. lat świetlnych. Składa się głównie z białych i niebieskich gwiazd. Odkrył ją William Herschel 26 września 1788 roku. Jest to nieregularna grupa 40 gwiazd rozproszona wokół podwójnej gwiazdy Struve 2890 (Σ2890).